# Muscolo ariepiglottico
Il muscolo ariepiglottico è un muscolo pari e intrinseco della laringe.

## Posizione e forma
Il muscolo origina dalla porzione alta del margine laterale della cartilagine aritenoide e si fissa sul margine laterale dell'epiglottide.

## Vascolarizzazione ed innervazione
Il muscolo è irrorato dagli stessi vasi che vascolarizzano la laringe quindi: arteria laringea superiore, arteria larginea inferiore e arteria cricoidea (rami delle arterie tiroidee superiore ed inferiore).
Il muscolo ariepiglottico è innervato dal nervo laringeo inferiore, ramo del nervo vago.

## Azione
Il muscolo avvicina le pieghe ariepiglottiche e abbassa l'epiglottide aiutando a chiudere l'adito laringeo.